# Zofka Kveder
Zofka Kveder (Lubiana, 22 aprile 1878 – Zagabria, 21 novembre 1926) è stata una scrittrice e attivista slovena per i diritti delle donne.

## Biografia
Figlia di un dipendente ferroviario, Kveder studiò in un convento di Lubiana, poi all'età di circa 16 anni venne assunta come segretaria a Kočevje. Poiché vittima di abusi in famiglia, cui si aggiungevano l'alcolismo del padre e il fanatismo religioso della madre, abbandonò definitivamente la sua casa, e negli anni '80 dell'Ottocento esordì in campo letterario pubblicando i suoi racconti nella rivista Slovenka, il primo giornale sloveno dedicato a un pubblico femminile.
Nel 1899 si trasferì brevemente a Trieste, dove lavorò nel corpo editoriale di Slovenka, poi si iscrisse all'Università di Berna, ateneo che abbandonò presto per via dell'elevato costo della vita in Svizzera. A Praga conobbe quello che in seguito divenne suo marito, il poeta decadente Vladimir Jelovšek, e pubblicò la sua prima raccolta intitolata Misterij žene ("Il mistero della donna"), incentrata soprattutto sulla violenza, sullo sfruttamento e sul dolore.
Kveder fu una delle figure principali del movimento femminista sloveno. A differenza delle sue colleghe, ebbe contatti anche con le femministe dell'Europa centrale e sudoccidentale, come Martha Tausk, Marie Lang e Karla Máchová. A Zagabria fu redattrice del supplemento Frauenzeitung dell'Agramer Tagblatt. Dopo aver divorziato da Jelovšek per via delle relazioni extraconiugali di lui, sposò il giornalista croato Juraj Demetrović. Nel 1914 pubblicò il suo primo romanzo Njeno življenje ("La vita di lei"), che esplora ogni lato dell'universo femminile.
Fu scelta come rappresentante delle femministe croate per l'International Congress of Women all'Aia, tuttavia non prese parte all'evento in quanto incinta e si concentrò sul suo romanzo più conosciuto intitolato Hanka. A partire dal 1917 scrisse diversi articoli sui movimenti femministi dei vari paesi slavi sulla rivista Ženski svljet ("Il mondo femminile").
Le condizioni di salute di Kveder si aggravarono a seguito della morte di sua figlia Vladoša e delle assenze del marito (che nel frattempo era diventato un importante politico, oltre che fedifrago). Kveder si suicidò nel 1926 e fu sepolta nel cimitero di Mirogoj a Zagabria.
Le sue opere furono di ispirazione per molte scrittrici tedesche successive, come Marianne Adelaide Hedwig Dohm, Franziska zu Reventlow e Gabriele Reuter, nonché per la femminista svedese Ellen Key.

## Opere

### Narrativa
- Zbrano delo Zofke Kveder vol. 1-5.
- Misterij žene (1900) − raccolta
- Odsevi (1902) − racconto
- Iz naših krajev (1903) − racconto
- Iskre (1905)
- Njeno življenje (1914 in 1918) − romanzo
- Vladka in Mitka (1927)
- Vladka, Mitka in Mirica (1928)
- Hanka (1938) − romanzo
- Veliki in mali ljudje (1960)
- Odsevi (1970)

### Drammi teatrali
- Zbrano delo Zofke Kveder vol 5.
- Ljubezen, (1901)
- Amerikanci, (1908)
- Arditi na otoku Krku, (1922)